# فتور جنسي سحاقي
الفتور الجنسي السحاقي هو مفهوم عند أي زوجين مثليين يعبر عن قلة ممارسة الجنس أكثر من أي نوع آخر من الزوجين، وعموما تقل العلاقة الحميمة الجنسية كلما طالت العلاقة. ويستند هذا الموضوع إلى البحث الذي أجراه عالم النفس الاجتماعي فيليب بلومشتاين عام 1983، وعالم الاجتماع بيبر شوارتز، الذي نشر في استبيان "الأزواج الأمريكيين": المال والعمل والجنس"، ووجد فيه أن الأزواج المثليين أبلغوا عن قلة الممارسة الحميمة عند سؤالهم عن "عدد المرات التي قمت فيها أنت وشريكك في العام الماضي بالعلاقة الجنسية؟" وقد تعرض هذا المفهوم لانتقادات بسبب منهجيته ولأن النشاط الجنسي يتناقص بالنسبة لجميع الأزواج على المدى الطويل بغض النظر عن التوجه الجنسي. وقد اعتبر لاحقا أسطورة شعبية.

## البحث العلمي

### نتائج بحث بلومشتاين وشوارتز
في أوائل الثمانينيات من القرن الماضي، أجرى فيليب بلومشتاين وبيبر شوارتز مسحًا حول العلاقات العاطفية الأمريكية، برعاية مؤسسة راسل سايد ومؤسسة العلوم الوطنية. غطى الاستبيان جوانب مختلفة من علاقتهم مثل العمل والجنس والأطفال والمال وصنع القرار. في البداية، قام 12000 من الأزواج المتطوعين، بما في ذلك 788 من الأزواج المثليين، بملء الاستبيانات. ومن بين هؤلاء، تم اختيار 300 من الأزواج في سياتل وسان فرانسيسكو ونيويورك لإجراء مقابلة أكثر عمقا. نشرت النتائج في عام 1983 كـ«الأزواج الأمريكيين»: المال، العمل، الجنس. من بين النتائج، لخص بلومشتاين وشوارتز إلى أن الأزواج المثليين في علاقات ملتزمة يمارسون الجنس مرات أقل من أي نوع آخر من الزوجين (زوجين طبيعيين، أو من الذكور المتغايرون، أو من الذكور مثلي الجنس) وأنهم عادةً ما يمارسون العلاقة الجنسية أقل كلما طالت مدة العلاقة.
استند هذا إلى الردود على السؤال «حول عدد المرات التي قمت فيها أنت وشريكك خلال العام الماضي بعلاقات جنسية؟» أظهرت النتائج نشاطًا جنسيًا أقل من نظرائهم. فقط حوالي ثلث المثليات في علاقة لمدة سنتين أو أكثر يمارسوا الجنس مرة واحدة في الأسبوع أو أكثر؛ 47٪ من السحاقيات في العلاقات طويلة الأمد يمارسوا الجنس مرة واحدة في الشهر أو أقل، وبين 15٪ فقط من الأزواج الذين يمارسون الجنس مع النوع الآخر، كانوا يمارسون الجنس مرة واحدة في الأسبوع أو أقل. وأفادوا أيضا أن السحاقيات بدت أكثر محدودية في نطاق تقنياتها الجنسية أكثر من الأزواج الآخرين، وأن الأزواج المثليين أقل جنسية كزوجين وكأفراد أكثر من أي شخص آخر.

### نقد ونتائج أخرى
وجدت دراسة أجريت عام 1988 على أكثر من 1500 مثلية أن 78٪ كانوا عازبات في وقت واحد، بينما وجد أن 35٪ كانوا عازبات لمدة من سنة إلى 5 سنوات و 6٪ ذكروا أنهم كانوا عازبات لأكثر من 6 سنوات.
في مقالها في صحيفة نيويورك تايمز عن الأزواج الأمريكيين، اقترحت كارول تافريس تحيزًا محتملًا في نتائج استطلاع بلومشتاين وشوارتز، حيث كان معظم المستجيبين عادةً من البيض والأثرياء والليبراليين والمتعلمين تعليماً جيداً. كما انتقدت هذه الدراسة، النسوية المثلية مارلين فراي. حيث تساءلت عن منهجية شكل المسح، حيث شعرت أن سؤال المسح غامض للغاية عند تطبيقه على السلوك الجنسي للأزواج المثليات. وأشارت إلى أن مقارنة الاستبيان غير دقيقة لأن التركيز كان على النشاط الجنسي الذي يتم فيه إدخال القضيب وإذا تم تفسير «العلاقات الجنسية» بشكل ضيق جدًا، فإن هذا الغموض يمكن أن يفسر وجود تواتر منخفض من الناحية الإحصائية للسلوك الجنسي بين الأزواج المثليات. قالت فراي: «... ما يفعله 85 في المائة من الأزواج الذين يتزوجون لمدة طويلة يمارسون الجنس أكثر من مرة في الشهر مستغرقين 8 دقائق في المتوسط... ما نفعله نحن (المثليات) في المتوسط، نستغرق أكثر من 8 دقائق، حوالي 30 دقيقة على الأقل».
من المتوقع أن يسعى الأزواج المثليون إلى ممارسة الجنس بشكل أقل من الأزواج الطبيعيين. وذكر الباحث وجيه ويليام إسحاق أنه على الرغم من أن الفتور الجنسي السحاقي يفتقر إلى الأدلة العلمية، فقد أشارت البيانات التجريبية إلى أن «المرأة أقل رغبة جنسية من الرجال وأنها أكثر خضوعًا للتفاعلات الجنسية». في عام 2006 لخصت دراسة ألمانية إلى أن الرغبة الجنسية لدى الإناث تتضاءل إلى حد كبير عندما تكون المرأة في علاقة آمنة.
فيما يتعلق بالسلوك الجنسي العام للنساء والرضا الجنسي، لخصت دراسة الماسترز وجونسون لعام 1979 حول الممارسات الجنسية المثلية إلى أن السلوكيات الجنسية للمثليات غالباً ما تكون لها صفات مرتبطة بالرضا الجنسي مقارنة بنظيراتها من الجنس الآخر، مع التركيز على المزيد من الاتصال الجنسي الكامل للجسم بدلاً من الأعضاء التناسلية. اتصال مركّز، أو أقل انشغالًا أو قلقًا بشأن تحقيق النشوة الجنسية، والمزيد من الجاذبية الجنسية والتواصل مع الآخرين حول الاحتياجات الجنسية، ودورة الاستجابة الجنسية، ورضا أكبر من الجودة الشاملة للحياة الجنسية للمرء. في عام 2004، وجدت الأبحاث التي أجرتها مارغريت نيكولز أن المثليات لديها سلوكًا جنسيًا أقل قليلاً من النساء المحبة للجنس الأخر، لكن كلاهما كانا ناشطين جنسيًا مرة واحدة في الأسبوع تقريبًا. وقد أشارت العديد من الدراسات إلى أن السحاقيات لديهم هزات جماع أكثر وأكثر في التفاعلات الجنسية من النساء المحبة للجنس الأخر، في حين أن دراسة مجلة بحوث الجنس لعام 2009 وجدت أن النساء في العلاقات الجنسية المثلية يتمتعن بالرغبة الجنسية المتطابقة، والتواصل الجنسي، والرضا الجنسي، مع النشوة الجنسية مثل نظرائهم المحبين للجنس الأخر. أفاد تقرير عام 2014 الذي أجراه بلير وبوكال بأن النساء في العلاقات الجنسية المثلية لديهن مستويات مماثلة من الرضا الجنسي العام كالعلاقات الجنسية الطبيعية، وانخفاض مستويات التذبذب الجنسي بشكل طفيف، ولكن أيضا أن النساء في العلاقات المثلية الجنس ينفقن قدرا أطول من الوقت على المواجهات الجنسية الفردية، وغالبًا ما يقضين ما يزيد عن ساعتين في المواجهة الفردية.

## المجتمع والثقافة
قالت الكاتبة المثلية فيليس نيومان، «إن الفتور الجنسي السحاقي هو أعظم خدمة سيئة فعلناها في مجتمعنا. لأنه في الحقيقة لا تختلف الإحصائيات كثيراً. إذا كنت مستقيماً أو كنت مثلياً، يمكن أن تكون العلاقات الطويلة تحديًا عندما يتعلق الأمر بالجنس».